# 와지리스탄

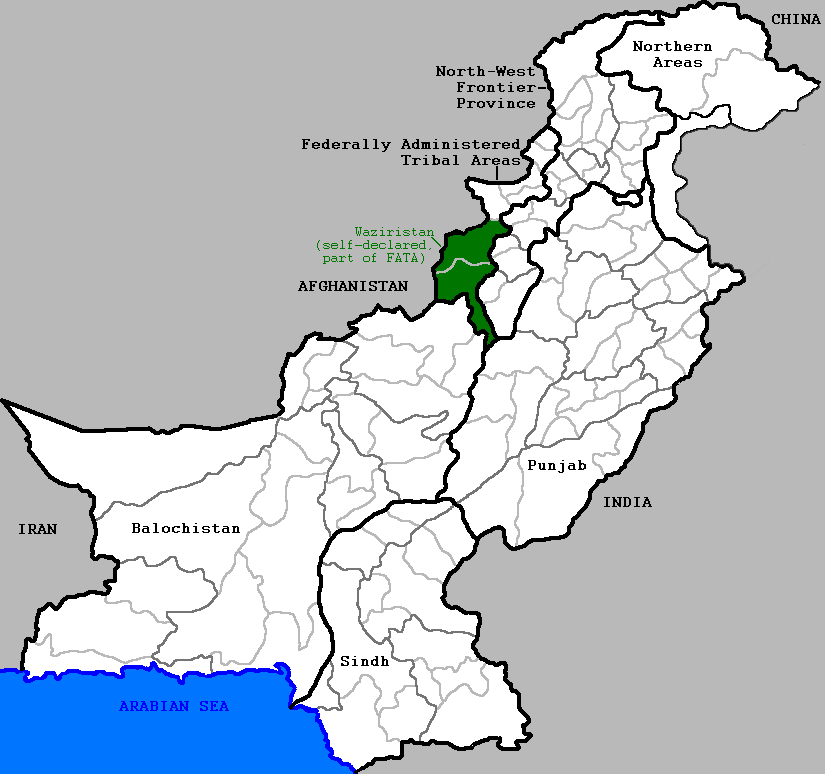
와지리스탄(녹색)의 위치

와지리스탄의 기

와지리스탄(Waziristan, 파슈토어:وزیرستان-와지르족의 땅)은 아프가니스탄의 국경과 접하는 파키스탄의 서북부지역으로 총면적 11,585km2에 달하는 영토이다. 이 지역은 아프가니스탄의 접경에 위치한 파키스탄 연방자치부족구역(Federally Administered Tribal Areas)의 4개 주 중 하나이다.
이 지역은 1893년까지 독립된 부족 지역으로 남아 영국령 인도 제국의 통치를 받지 않았다. 영국령 영토에 대한 부족차원의 지속적인 습격이 있어왔고, 1860년부터 1945년까지 빈번히 영국 토벌대의 침략을 받아왔다. 이 지역은 1947년 파키스탄의 일부가 된다.
행정적 편의를 위해 와지리스탄은 북 와지리스탄과 남 와지리스탄의 2개의 주(agency)로 나뉘어 있는데, 두 지역의 총인구는 각각 361,246명과 429,841명에 달한다. 이들 두지역은 와지르족의 하위 부족으로 모두 와지리어를 사용하고 있지만 상당히 구별되는 모습을 보인다. 와지르족은 용맹한 전사로서 평판이 높고 종종 유혈사태를 일으키는 것으로도 유명하다.
와지르족은 고령의 남성들만이 참여하는 아프가니스탄 전통의 부족회의인 지르가의 구성멤버를 통해 여러 하위 부족으로 나뉜다. 사회·종교적으로 와지리스탄은 극단적으로 보수적인 지역이다. 여성들은 폐쇄적으로 보호되며, 모든 가정 대소사는 남성에 의해 결정된다. 부족은 부족 전체의 연대책임을 명시하고 있는 불문법을 통해 단결력을 강화시킨다.
이지역에서의 탈레반의 존재는 아프가니스탄 전쟁 발발 이후 테러와의 전쟁을 전개함에 있어 국제적인 우려를 낳고 있다. 미군에 의해 아프가니스탄에서 축출된 탈레반잔당들은 이지역으로 도망쳐 들어왔고, 지역의 추장과 부족장들에게 외국군대를 축출하기 위한 성전을 촉구했다. 이 과정에서 200명이 넘는 와지리스탄 부족장들이 탈레반에 의해 암살당했다. 현재 파키스탄과 미국은 이 지역의 급격한 탈레반화를 막기 위해 많은 병력을 투입하고 있고 탈레반과의 교전도 자주 일어나고 있다. CIA는 이 지역을 "전 세계에서 가장 위험한 지역"(미국의 드론전투기를 이용한 무차별적 공습으로 인해 와지리스탄 사람들은 파키스탄정부를 통해 UN과 함께 미국에 여러 가지 공격 중지 및 무고한 사람들에 대한 폭격을 중지해 줄 것을 요청하고 있다. 이를 배경으로 한 영화 EIDF2015 출품작 에도 있다. 와지리스탄사람들은 드론을 이용한 공격이 멈춘다면 이곳에 평화도 자연스럽게 찾아 올 것이며 피해 주민들의 사진현수막들이 아직도 드론전투기를 조정하는 사람들이 잘 볼 수 있는 곳에 걸어 두어서 2차 3차 희생자들의 피해를 줄이고자 노력하고 있으며 미국도 변해야 할 것이다.)으로 지목한 바 있다.

## 같이 보기
- 카이베르파크툰크와 반란